# 東挪威
東挪威是文化與語意上的挪威東部地域，地理上位於挪威的東南部。依自然地理學觀點，北挪威才是挪威最東邊的地域。
東挪威共有七個郡：奧斯陸、阿克什胡斯郡、西福尔郡、东福尔郡、布斯克吕郡、泰勒马克郡與内陆郡。

## 地理
東挪威總面積約94,576平方（36,516平方英里），依2008年7月所公告統計結果，人口共有2,380,463人。
東挪威的北部與西部滿佈山脈，北邊為特倫德拉格，西邊為西挪威，西南邊為南挪威，東邊與鄰國瑞典相接，南部為灣區（挪威語：Viken）與斯卡格拉克海峽為鄰。
這個地域眾多的山脈中，其中尤通黑門山脈的加爾赫峰，海拔2,469（8,100英尺），為斯堪的納維亞半島的最高峰，其他著名的山區還有多夫勒高原、龍達訥國家公園與哈當厄高原。
山脈間有許多落差很大的山谷，由東至西有厄斯特達爾山谷、古德布蘭德斯達爾峽谷、華德雷斯山谷、侯林達山谷、諾美達爾山谷與泰勒馬克区域内多个山谷。除了厄斯特達爾山谷有較平坦的松木林外，其他都是縱深大的山谷地。
從奧斯陸峽灣周圍向東北方延申地帶，是比較平坦的陸地，散布著較多的可耕地，全國約百分四十的人口，集中在這一帶居住，沿岸散布著許多小島，為挪威夏季的游泳與汎船勝地。

## 人文風俗
東挪威東南方一帶的方言，彼此間擁有相同的發聲，但在文法、語彙或讀音上會有一些差異；內陸山區的方言與其他方言有著明顯的差異，就連挪威國內其他地區的居民，都有理解上的困難；而沿海地帶的方言則非常地接近書面挪威語。
東邊的芬士柯根（挪威語：Finnskogen），原是少數民族的宿地，17世紀芬蘭人開始移居至此，故受到芬蘭的語言與文化影響，特別是風俗與飲食習慣。東北邊的恩厄達爾居住著挪威境內最南的一支薩米人。
大部份山區聚落，保留著許多傳統文化，著名的有木架構教堂（挪威語：stavkirke）、原木小屋（挪威語：lafteverk）、民俗樂曲與飲食；惟在滑雪度假區，因大量都市人口移入，興建了許多現代的商店、飯店或度假屋，而帶入了都市文化。
沿岸人口稠密的地區，為標準的挪威或歐洲風俗，也是工業化最早的地區，過去是以木材出口與航運為主，現在工業部門衰退，大部份人民改為在服務導向的公司工作。沿海地區風貌多樣，從繁華的奧斯陸大都會，到寧靜賦有田園詩意的海洋城市德勒巴克，也有挪威最古老的城市滕斯貝格。